# Hermann Matthias Werrecore
Hermann Matthias Werrecore, de vegades Matthias Hermann amb inversió dels noms (Warcoing, vers el 1500 - després de 1574) fou un compositor flamenc a Itàlia.
Fou mestre de capella de la catedral de Milà des de 1522 fins al 1550 on restà a càrrec d'onze adults i set infants de cor.
La seva composició més coneguda, és l'obra descriptiva La batalla de Milà, que es publicà en moltes antologies. També se li deu: La battaglia Tagliana (Venècia, 1551), Magnificat octo tonorum (Dresden, 1657), Catechesis tribus vocibus composita (Nuremberg, 1663), Geistliche und weltliche Gesaenge mit á und 5 Stimmen (Wittenberg, 1566), Motteti a 5 voci (Dresden, 1560), Officia de Nativitate ed Ascensione Christi 5 vocum (Dresden, 1574), i Teutsche und Latinische Lieder von 3 Stimmen (Dresden, 1577). A més, deixà, diversos motets solts.